# Џон Рос (поглавица Чероки Индијанаца)
Џон Рос (3. октобар 1790 – 1. август 1886), такође познат као и Ку-ви-с-гу-ви (што на черокијском значи: „ Тајанствена Мала Бела Птицa’’), био је врховни поглавица Чероки нације од 1828. до 1866, и служио на том положају дуже него било која друга особа. Описиван као Мојсије свог народа, Рос је утицао на ову индијанску нацију током бурних догађаја као што су пресељење на Индијанску територију и Амерички грађански рат.

## Биографија
Џон Рос је био син мајке Чероканке и оца Шкотланђанина. Његова мајка и баба по мајци биле су мешаног шкотско-черокијског порекла, пошто је и његов деда по мајци био шкотски имигрант. Услед тога, млади Џон (с једном осмином черокијске крви) одрастао је познавајући два језика и две културе, и то му је било од велике користи када су родитељи одлучили да га пошаљу у школе у којима су се образовали други Чероки Индијанци мешовите крви. Након дипломирања, 1811. године је именован за владиног представника за односе с Индијанцима. Током Рата из 1812. године, служио је као ађутант у једном черокијском пуку под командом Ендруа Џексона. По завршетку Рата против Црвених Штапова, Рос је показао своју пословну умешност основавши фарму дувана у Тенесију. Године 1816, изградио је магацин и трговачку постају на реци Тенеси северно од ушћа Чатануга Крика, и основао скеларску службу која је  превозила путнике од јужне стране реке (Чероки нација) до северне стране (САД). Његови послови су довели до оснивања заједнице која је позната као Росово Пристаниште (Ross's Landing) на реци Тенеси (данашња Чатануга у држави Тенеси). Паралелно с тим, Џон Рос је развио велико интересовање за черокијску политику, привлачећи пажњу черокијских старешина, посебно великог поглавице Убице На Стази (Pathkiller), и Чарлса Р. Хикса, који су, заједно са Великим Гребеном (Major Ridge), постали његови политички ментори.
Рос је први пут отишао у Вшингтон 1816, као члан черокијског изаслаништва да преговара о питањима државних граница, власништва над земљом, и задирања белаца на индијанску територију. Као једини изасланик, који је течно говорио енглески, Рос је постао главни преговарач, без обзира на своју младост. Када се вратио у Чероки нацију 1817, изабран је за члана Националног савета. Следеће године је постао председник Савета. Већину чланова Савета су чинили мушкарци попут Роса, који су били богати, образовани, мешане расе, и говорили енглески. Чак су и традиционални чистокрвни Черокији схватали да он има вештине неопходне да се супротстави захтевима белаца да Чероки Индијанци уступе своју земљу и преселе се на другу страну реке Мисисипи. Када је ступио на овај положај, Росов први потез је био да одбије 200.000 долара за добровољно пресељење које је Черокијима понудио амерички представник за односе с Индијанцима. После тога, Рос је више пута путовао у Вашингтон, чак и кад су се захтеви белаца пооштрили. Године 1824, Рос је храбро затражио од Конгреса да исправи неправде нанете Чероки Индијанцима, и то је био први пут да се неко племе одважило да уради такву ствар. Успут, Рос је у главном граду прикупљао политичку подршку за Чероки Индијанце.
Убица На Стази и Чарлс Р. Хикс су умрли у јануару 1827. Хиксов брат Вилијам је именован за привременог поглавицу. Рос и Велики Гребен су делили одговорности око управљања племеном. Вилијам Хикс није импресионирао Черокије као вођа. Изабрали су Роса као трајног врховног поглавицу у октобру 1828. Остао је на том положају до своје смрти.
Питање пресељења политички је поделило Чероки Нацију. Рос, кога је подржавала већина, покушао је у више наврата да спречи белачке политичке власти да присиле племе да се пресели. Они су постали познати као Национална партија. Други, који су били убеђени да би даљи отпор био узалудан, желели су да постигну најбољу нагодбу. Они су основали „Партију споразума” или „Гребенову партију”, коју је предводио Велики Гребен. Партију споразума су 29. децембра 1835. убедили да потпише Споразум из Нове Екоте, који је захтевао од Чероки Индијанаца да напусте своју земљу до 1838. Ни Рос ни Савет нису одобрили овај споразум, али га је федерална влада сматрала важећим. Она ће послати војску да исели оне који нису отишли 1838, у акцији која ће после тога постати позната као „ Стаза суза”. Око једна четвртина Чероки Индијанаца који су били присиљени да се селе умрла је током овог путовања. Међу умрлима је била и Росова жена Квати.
Рос је безуспешно покушавао да поврати политичко јединство након доласка на Индијанску територију. Непознати људи су убили све вође Партије споразума, осим Стенда Вејтија, који је побегао и постао Росов најзагриженији непријатељ. Ускоро, проблем ропства поново је оживео стару неслогу. Партија споразума се преобразила у „Јужњачку партију”, док је највећи део Националне партије постао „Унијска партија”. Рос је у почетку саветовао неутралност, верујући да би придруживање „рату белаца” било катастрофално за племе. Након што су снаге Уније напустиле своја утврђења на Индијанској територији, Рос је променио став и потписао споразум са Конфедерацијом. Касније је побегао у Канзас који је држала Унија и Стенд Вејти је постао де факто поглавица. Конфедерација је изгубила рат, Вејти је био последњи генерал Конфедерације који се предао, а Рос се вратио на своју дужност врховног поглавице. Суочен са преговорима о Споразуму о реконструкцији са Сједиљеним Америчким Државама, опет је отпутовао у Вашингтон, где је умро 1. августа 1866. године.